# Лікарні «SevenHills»
Лікарні «SevenHills» (англ. SevenHills Hospital) — це 3 приватні лікарні, які працюють під централізованим управлінням у Мумбаї в штаті Махараштра, та у Вішакхапатнамі в штаті Андгра-Прадеш в Індії. Філія у Вішакхапатнамі була відкрита в 1986 році, а філія в Мумбаї — у 2010 році. Лікарня в Мумбаї стала результатом державно-приватного партнерства вартістю 10 мільярдів рупій між компанією «Seven Hills» і «Brihanmumbai Municipal Corporation» (BMC). На 17 акрах (6,9 га) і 2 мільйонах квадратних футів (190 тисяч м²) забудованої площі лікарня в Мумбаї була спроєктована як найбільша лікарня країни в одному місці. У 2020 році була побудована спеціальна лікарня для лікування хворих на COVID-19.

## Історія та об'єкти
У 2002 році між «SevenHills» і «Brihanmumbai Municipal Corporation» (BMC) почалися переговори про відкриття багатопрофільного відділення лікарні в Мумбаї. Згідно з угодою про державно-приватне партнерство, підписаною в 2005 році, «Brihanmumbai Municipal Corporation» передала «SevenHills» в оренду на 60 років земельну ділянку площею 17 акрів (6,9 га) у передмісті Мумбаї Андгері, поблизу міжнародного аеропорту Мумбаї. В обмін «SevenHills» погодилася зарезервувати 20 % (300) зі своїх 1500 ліжок для хворих з низьким рівнем доходу, які приходять через систему охорони здоров'я «Brihanmumbai Municipal Corporation», стягуючи з них таку ж плату, як і в державних лікарнях.
Фінансування проекту надійшло за рахунок приватного капіталу та банківських позик, а основним акціонером є доктор медичних наук, засновник і керуючий директор лікарень, Джітендра Дас Маганті. Лікарня в Мумбаї була урочисто відкрита в липні 2010 року президентом Індії Пратібхою Патіл, що викликало скандал, оскільки приміщення лікарні для малозабезпечених хворих не було готове.
Комплекс у Мумбаї має площу забудови 2 мільйони квадратних футів (190 тисяч м²) з планами на 1500 ліжок (300 для інтенсивної терапії), відділення інтенсивної терапії для кардіології, опіків, новонароджених і педіатрії, а також 36 операційних. Лікарня надає послуги з понад 30 спеціальностей, включаючи неврологію та нейрохірургію, кардіологію, онкологію, ортопедичну хірургію, загальну хірургію та лапароскопічну хірургію, невідкладну допомогу, педіатрію, оториноларингологію, нефрологію, а також трансплантацію нирки та трансплантацію печінки.

## Фінансові труднощі та суперечки
Лікарня розпочала працювати поетапно; на першому етапі було створено 300 ліжок. Проте всі палати, призначені для хворих від «Brihanmumbai Municipal Corporation», ще будувались, а меморандум про взаєморозуміння між корпорацією та лікарнею не був підписаний. Розширення лікарні (щоб відкрити більше з 1500 ліжок) залежало від меморандуму про взаєморозуміння. Коли обидві сторони не змогли дійти згоди щодо умов, справа була передана спочатку на сесію громадської палати (у 2010 році), а потім на розгляд Високого суду Бомбея (у 2011 році). Нарешті, у 2013 році «SevenHills» погодився надати 20 % усіх лікарняних ліжок (загальних і реанімаційних) і приміщень для бідних хворих, а також надавати ліки за тарифами муніципальної корпорації. Крім того, «Brihanmumbai Municipal Corporation» було надано повноваження «захопити лікарню», якщо лікарня порушить угоду. Меморандум про взаєморозуміння між «Brihanmumbai Municipal Corporation» та «Seven Hills» був підписаний у грудні 2013 року, і лікарня отримала дозвіл на відкриття.
Затримка з розширенням лікарні серйозно перешкодила здатності «SevenHills» збільшувати дохід, що, у свою чергу, призвело до збільшення боргу. У 2013 році «JPMorgan Chase» через свій «Asia Infrastructure Fund» інвестував 2,7 мільярда рупій у «SevenHills», що дозволило додати 300 ліжок. Наступні інвестиції зробили «JP Morgan» власником 35 % компанії. Крім того, кредитори лікарні, включаючи «Axis Bank», погодилися реструктуризувати борг лікарні в розмірі 8 мільярдів рупій. Маґанті залишився контрольним акціонером.
У 2015—2016 роках «SevenHills» повідомила про дохід у 2,3 мільярда рупій і збиток у 1,47 мільярда рупій, і компанія продовжувала працювати на 20 % потужності. Відповідно до річного звіту «SevenHills», «поточний рівень діяльності компанії не міг забезпечити постійні накладні витрати (фінансові витрати, витрати на амортизацію), понесені її лікарнею в Мумбаї. Перевитрачений час у поєднанні зі значним збільшенням витрат і нижчим рівнем операцій, створило навантаження на операційні грошові потоки компанії, що призвело до проблеми ліквідності для компанії». Станом на 2017 рік у лікарні Мумбаї працювало лише 300 ліжок.
Високий суд Мумбаї дав лікарні термін до 31 березня 2017 року для погашення боргів. «JP Morgan» спочатку намагався знайти покупця для своїх активів, а потім спробував отримати контроль над компанією. Інші компанії також виявляли зацікавленість у викупі боргу лікарні, однак домовленостей не було досягнуто.
20 листопада 2017 року кредитори лікарні подали заяву про банкрутство, що змусило винести лікарню на аукціон. Загальна сума зобов'язань оцінювалася в 1100—1200 крор рупій.

## Благодійні пожертвування
У 2010 році лікарня започаткувала програму «Врятуй серце» для дітей із вродженими вадами серця. У 2011 році боллівудський актор Рітік Рошан пожертвував 1,5 мільйона рупій для 10 дітей, яким потрібна була кардіохірургічна допомога.
У 2012 році заступник верховного комісара Великої Британії подарував компанії «Seven Hills» мобільне відділення діабету, перше таке відділення в Мумбаї. Мобільну клініку назвали «Amitabh» на честь актора Амітабха Баччана, міжнародного патрона «Silver Star», благодійної організації, яка спеціалізується на підвищенні обізнаності про діабет.

## Лікарня для лікування COVID-19
У 2020 році в Мумбаї у складі групи «Seven Hills Hospital» була побудована лікарня для лікування хворих COVID-19. Вона була побудована «Reliance Industries Limited». Це була перша спеціалізована лікарня для хворих COVID-19 в Індії, якою керували «Reliance Industries Limited» та «Brihanmumbai Municipal Corporation», яка належала до «SevenHills Hospital Group».